# Equinox (bier)
Equinox is een Belgisch bier. Het wordt gebrouwen in Brouwerij De Ranke te Wevelgem voor Brasserie de la Senne  (“De Zenne Brouwerij”) te Brussel.
Equinox is een donker winterbier met een alcoholpercentage van 8%. Equinox is het tijdstip waarop de zon loodrecht boven de evenaar staat, wat tweemaal per jaar gebeurt: in maart en in september.